# صيدلي بيطري
صيدلي بيطري (بالإنجليزية: Veterinary pharmacist)‏ هو صيدلي مختص في الصيدلة البيطرية يقوم بتوزيع العقاقير والمستلزمات البيطرية أو المنتجات لمالكي الحيوانات المنزلية والماشية.
بالإضافة إلى ذلك الصيدلي البيطري ينصح الهيئات التنظيمية ويشارك في صناعة العقاقير البيطرية.